# Прущ-Гданський
Прущ-Гда́нський (пол. Pruszcz Gdański, каш. Pruszcz (Gdóńsczi), нім. Praust) — місто в північній Польщі. Належить до Гданського повіту Поморського воєводства.
У місті розташований один із аеропортів Триміста «Гданськ (Прущ)».

## Історія

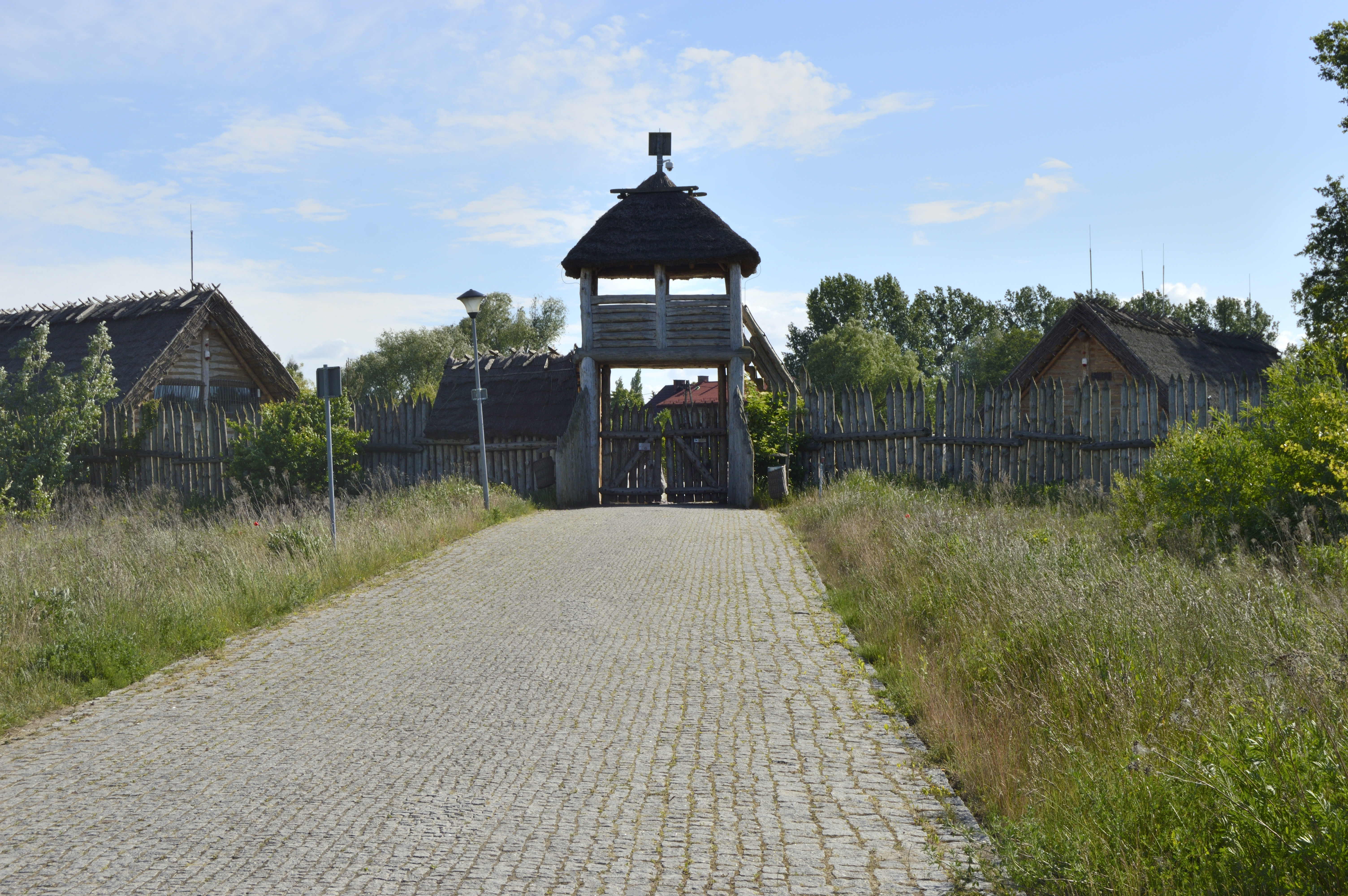
Реконструкція факторії в Прущу-Гданському

В  античний час велику цінність для римлян становив бурштин. Посередниками в торгівлі бурштином стали факторії в районі тодішнього берега Балтики – районі сучасного Пруща-Гданського.  Перше поселення тут з’явилося перед VIII ст. до н.е. В період величі Римської Імперії поселення було одним з ключових портів в тогочасному гирлі Вісли. Тут розвивалося ремісниче виробництво з бурштину і доходила більшість купецьких караванів. Римські каравани рухалися сюди і з сучасної території України з міст Ольвії, Херсонесу та Тіри вздовж Богу та Дністра. Так виник т. з. Бурштиновий шлях – одна з перших торгівельних доріг та цивілізаційних векторів стародавньої Європи. Він функціонував з II ст. до н. е до IV ст. н.е. Кінець функціонуванню факторії в районі Пруща-Гданського поклав період переселення народів, який тривав з IV до VII ст. н.е. Остаточно факторія на терені Пруща-Гданського припинила існування після занепаду Риму та відступу морського узбережжя на північ. Наразі в Прущі  діє скансен торгівельної факторії античного  часу (На території Міжнародного балтійського парку).

## Демографія
Демографічна структура станом на 31 березня 2011 року:
|          | Загалом | Допрацездатний вік | Працездатний вік | Постпрацездатний вік |
| -------- | ------- | ------------------ | ---------------- | -------------------- |
| Чоловіки | 13277   | 2875               | 9124             | 1278                 |
| Жінки    | 14510   | 2729               | 9024             | 2757                 |
| Разом    | 27787   | 5604               | 18148            | 4035                 |